# Arturo Gilio
Arturo Gilio Hamdan (Torreón, Coahuila, 20 de julio de 1970) es un torero, ganadero y empresario mexicano.  Durante su breve carrera taurina destacó como banderillero y por su manejo del capote.

## Novillero y alternativa
Es hijo de Arturo Gilio Rodríguez y Magaly Handam Calderón, quienes lo ayudaron durante su carrera de novillero. Debutó como novillero el 7 de septiembre de 1986 en Camargo alternando con José Luis Orozco, Alejandro Soriano y Carlos Ortega.  Se presentó por primera ocasión el la Monumental Plaza de Toros México el 2 de septiembre de 1990 lidiando novillos de la ganadería de Curro Rivera y alternando con Ángel García “el Chaval” y Mauricio Flores, esa tarde cortó una oreja a cada uno de los novillos que toreó. En presentaciones posteriores cortó tres apéndices más. El 28 de octubre de 1990, durante la corrida de triunfadores en un mano a mano en el que alternó con Germán Garza, hizo una gran faena al novillo Chinelo, cuando se disponía a ejecutar la suerte de matar el público pidió el indulto del astado pero el juez Jesús Córdoba no lo concedió, ante esta negativa Gilio optó por realizar varios muletazos más con las rodillas al piso, sin embargo, fue cornado sorpresivamente por el novillo el cual le provocó una fractura expuesta de tibia y peroné.  Tardó ocho meses en recuperarse, no obstante se le otorgaron los premios de mejor novillero de la temporada, mejor par de banderillas y mejor faena.
Tomó su alternativa con el toro  Chirusin de la ganadería de Santiago el 5 de febrero de 1992, durante la corrida del 40° aniversario de la Plaza México, su padrino fue Roberto Domínguez y el testigo Jorge Gutiérrez. Al no conseguir el éxito con los toros del encierro regular, decidió regalar un toro. A este astado, de nombre Genovés, le hizo una gran faena, fue premiado con las dos orejas y el rabo. El hecho fue histórico pues solamente Rafael Rodríguez, en 1948, había conseguido cortar un rabo en la Plaza México durante una tarde de alternativa.

## Matador y retiro
Después de la tarde de alternativa, volvió a conseguir el éxito al presentarse como matador en Torreón, alternando con Jorge Gutiérrez y Fermín Espinosa “Armillita Hijo”, cortó tres apéndices.  En 1993 hizo una brillante faena al toro Relicario de la ganadería Reyes Huerta en la Plaza de Toros de Puebla. En 1994 indultó a otro toro en el marco de celebraciones de la Feria del Caballo en Texcoco. 
Una tarde de 1999, durante una presentación en la plaza de toros de Monterrey, el segundo toro que le correspondía se escapó de la plaza. Gilio persiguió al animal hasta el estacionamiento y ahí lo toreó con capote, muleta y estoque, el público lo ovacionó y lo metió en hombros al interior de la plaza en donde el juez le otorgó los máximos trofeos. Rebautizó el lance de la generala con el nombre de la giralda, el cual es una variante de la gaonera con el capote en la espalda llevando los pies juntos y girando en el sentido de la trayectoria del toro para estar listo a ligar el siguiente lance.
Su carrera como matador sólo duró 7 años, toreó alrededor de 230 corridas logrando cortar 187 orejas y 8 rabos. Durante su trayectoria taurina sufrió once cornadas. Se retiró el 20 de noviembre de 1999 en la plaza de Torreón alternando con Manolo Mejía y Federico Pizarro.  El 23 de julio de 2005 toreó en un festival benéfico en la plaza de Juriquilla del estado de Querétaro y en 2009 durante el festival del Encuentro Mundial Ecuestre.

## Ganadero y empresario
Es dueño de la ganadería “Arturo Gilio” cuya finca principal de nombre La Giralda se encuentra en Mapimí, en el estado de Durango. La divisa que la identifica es de color verde botella, rojo y negro. Es empresario del Coliseo Centenario de Torreón, fue promotor de la Academia de Cultura y Arte Taurino que opera en el mismo Coliseo.